# مارك آدامز
مارك آدامز (بالإنجليزية: Mark Adams)‏ هو رسام أمريكي، ولد في 1925 في فورت بلاين في الولايات المتحدة، وتوفي في 24 يناير 2006 في سان فرانسيسكو في الولايات المتحدة.